# Liziba (métro de Chongqing)
Liziba (chinois simplifié : 李子坝 ; pinyin : lǐzǐbà) est une station de la ligne 2 du métro de Chongqing, en Chine,. La station est située dans le district de Yuzhong et a ouvert le 18 juin 2005.
La station Liziba est située du sixième au huitième étage d'un immeuble résidentiel de 19 étages. Un dispositif spécifique de réduction de bruit a été mis en place pour isoler la station du reste de l'immeuble,.
Contrairement à certaines allégations erronées, la gare et le bâtiment ont été construits de concert et forment une seule structure. Le chemin de fer ne passe donc pas au milieu d'une structure préexistante.